# 메디오캄피다노도

메디오캄피다노도의 위치

메디오캄피다노도(이탈리아어: Provincia del Medio Campidano)은 이탈리아 사르데냐주에 있던 도이다. 도청 소재지는 산루리와 빌라치드로이다. 면적은 1,516 km2, 인구는 105,400(2001)이다. 2016년 2월 4일을 기해 수드사르데냐도에 편입되면서 폐지되었다.